# ماريو برنتا
ماريو برينتا المولود في 17 أبريل 1942 في البندقية، هو مخرج وكاتب سيناريو إيطالي. قام بأول تجاربه المهنية في مجال الإعلان، أولاً كمصمم جرافيك ثم كاتب سيناريو للإعلانات التلفزيونية. لكن شغفه الحقيقي كان السينما، ولهذا انتقل إلى روما حيث عمل لعدة سنوات كمساعد أول مخرج وكاتب سيناريو.
قام في البداية بعمل أفلام روائية طويلة ثم أفلام وثائقية إبداعية شارك في إخراجها مع كارين دي فيليرز. ماريو برينتا هو أيضًا أستاذ اللغة السينمائية وأيقونات السينما في جامعة بادوا، وأخرج في مدرسة الفنون السينمائية «جي إم فولونتي» في روما.